# Ivan Choultsé
Ivan Choultsé (en russe : Иван Фёдорович Шультце ; né le 21 octobre 1874 à Saint-Pétersbourg et mort en 1939 à Nice) est un peintre russe, réaliste, devenu français par naturalisation.

## Biographie

### Enfance
Ivan Choultsé nait à Saint-Pétersbourg dans l'Empire russe le 21 octobre 1874, dans une famille allemande (du nom de Schultze), russifiée depuis le XVIIIe siècle.

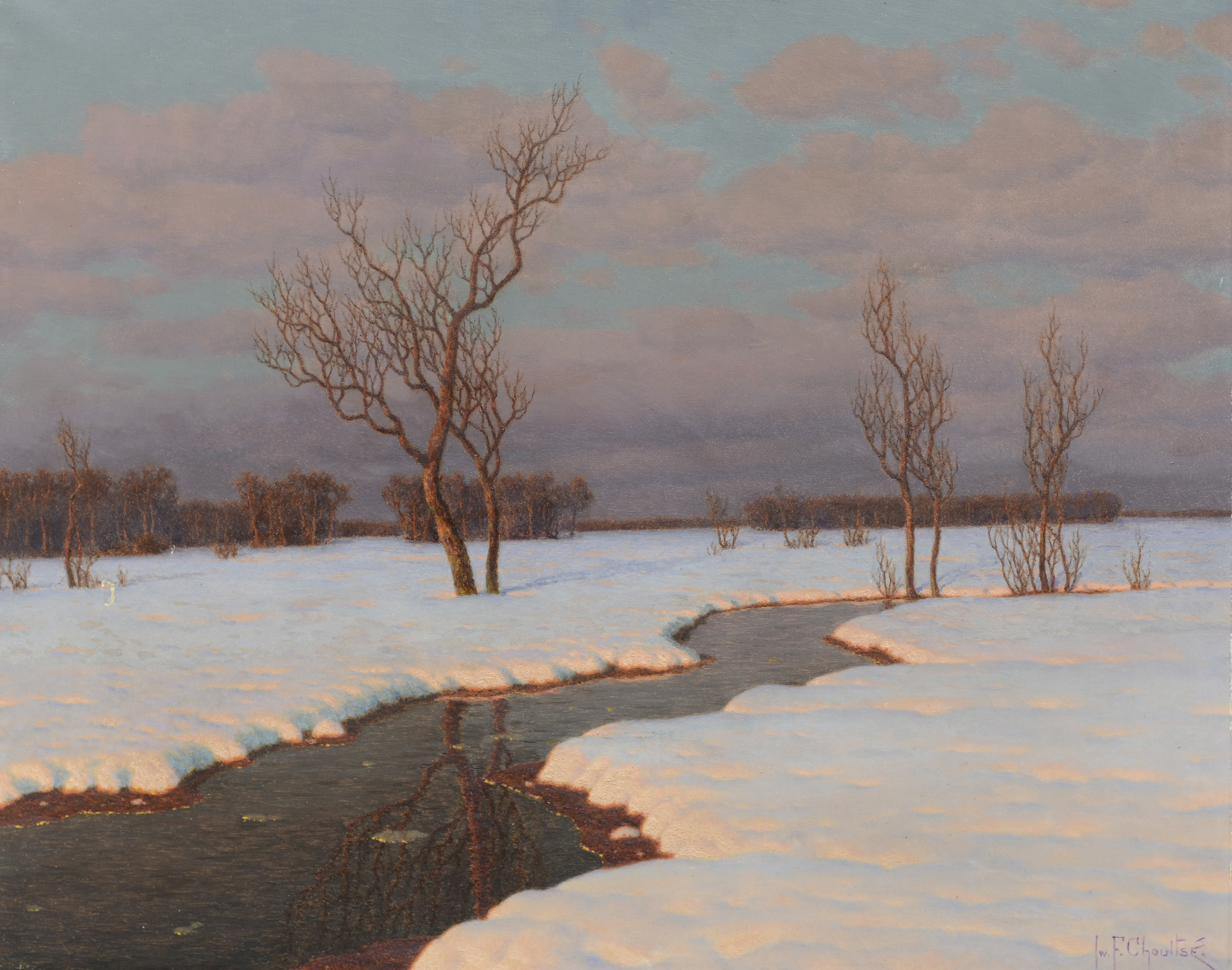

Il reçoit une formation d'ingénieur et il s'intéresse d'abord, non pas à l'art, mais à l'électricité. Dans ses premières esquisses comme peintre, il réalise le portrait de Constantin Kryjitski (1858—1911), à plus de trente ans. Ce dernier est un artiste reconnu, membre d'une École d'art, à laquelle il invite le jeune Choultsé. Outre l'influence de Kryjitski, Choultsé subit l'influence d'Arkhip Kouïndji (1841—1910), et du peintre suisse Alexandre Calame (1810—1864).
Avec Krijitski, il voyage et participe en 1910 à une expédition vers l'île de Svalbard (en russe : Шпицберген, Spitzbergen). Il y réalise un grand nombre de paysages arctiques datés de ces années (Danskøya, l'île aux Ours, Crique Sainte Madeleine sur l'archipel Svalbard etc.). En 1910, Arkhip Kouïndji meurt et en 1911 c'est Kryjitski qui se suicide. Après la perte de ses amis, il n'a pas désespéré, s'est repris en charge lui-même et a créé son propre style de peinture.
L'une des élèves de Kryjitski, la grande-duchesse Olga Alexandrovna de Russie (1882—1960), crée après la mort du peintre Kryjitski une société à sa mémoire, et Choultsé participe à plusieurs reprises à des expositions dans son palais situé rue Sergueïevska (aujourd'hui rue Tchaïkovski), maison 46/48. En 1916, Ivan Choultsé est largement reconnu dans la société : les Romanov achètent ses tableaux (le frère de Nicolas II, Michel Alexandrovitch de Russie (fils d'Alexandre III, l'empereur de Russie), le grand-duc Grigori Mikhaïlovitch et d'autres) ; même Nicolas II, comme le reconnut plus tard Choultsé quand il eut émigré. Pierre-Karl Fabergé lui achète des œuvres également (c'est noté dans son inventaire de biens de 1918). Son succès a été stimulé par le développement des cartes postales ; les paysages de Choultsé se sont retrouvés partout dans le monde sur ses cartes vues.

Débuts
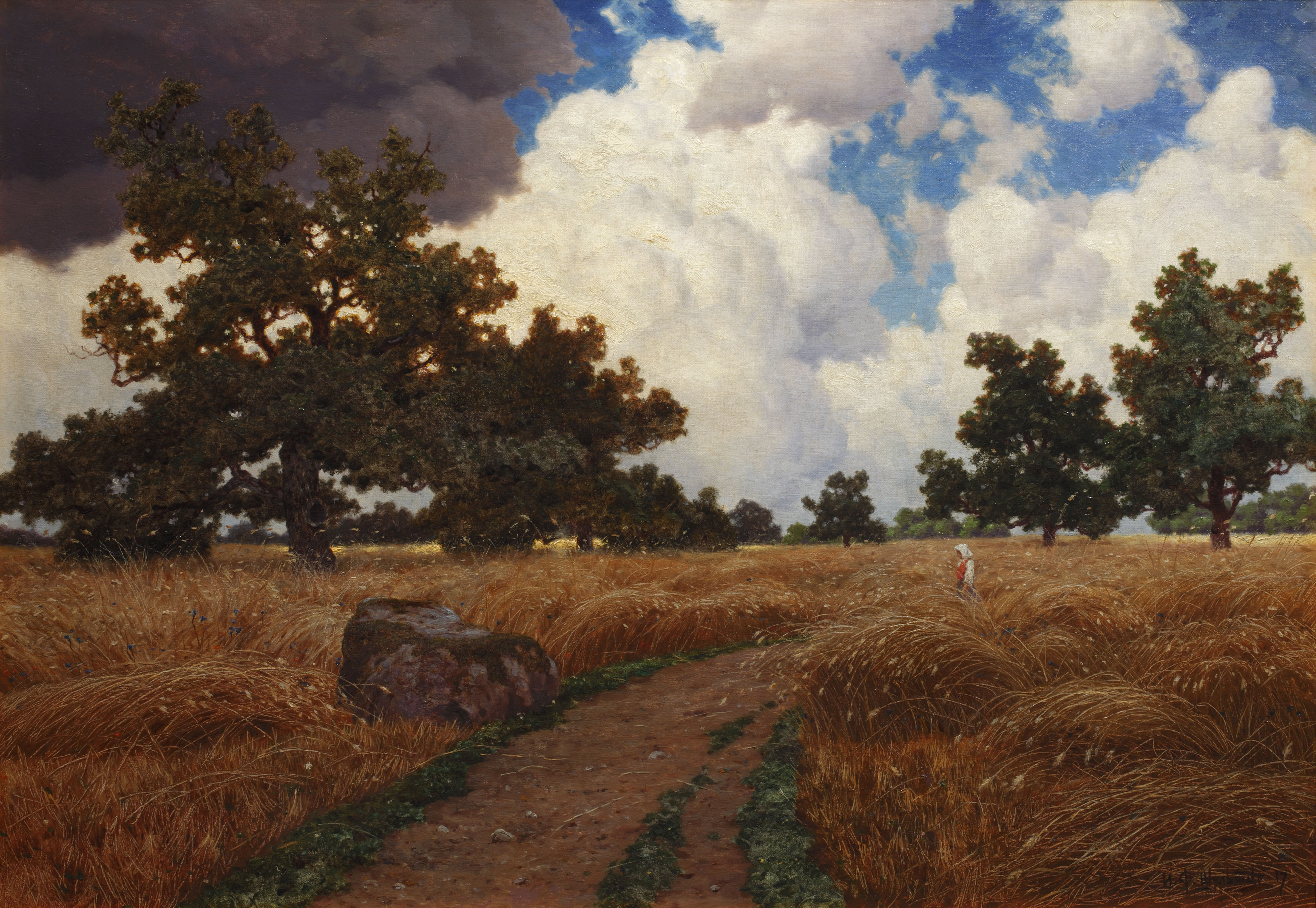
Influence d'Alexandre Calame sur Choultsé
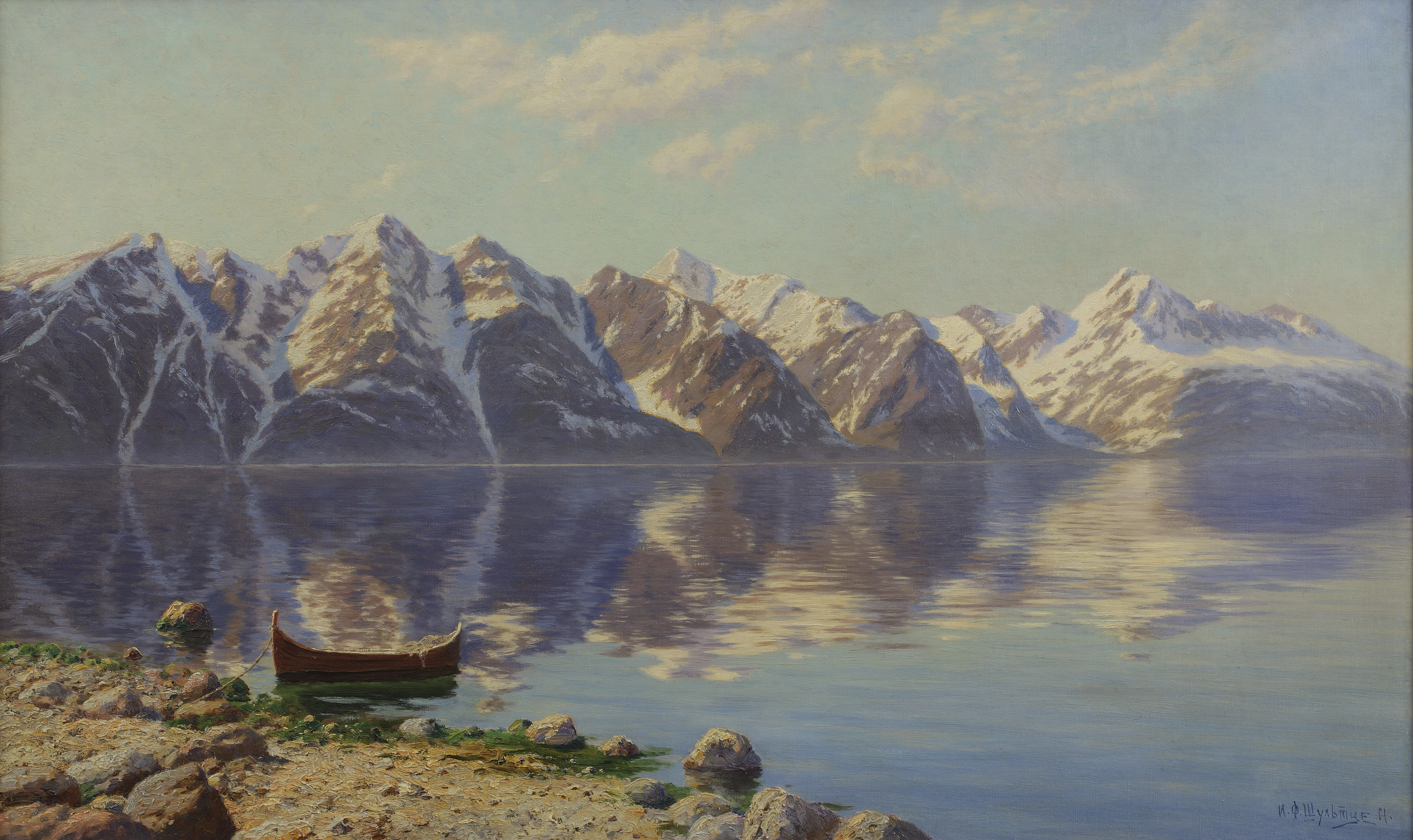
Choultsé : Îles Lofoten en juin. 1911
Choultsé. Carte postale des bords de mer en Crimée

### Les années qui suivent la révolution de 1917 et l'émigration

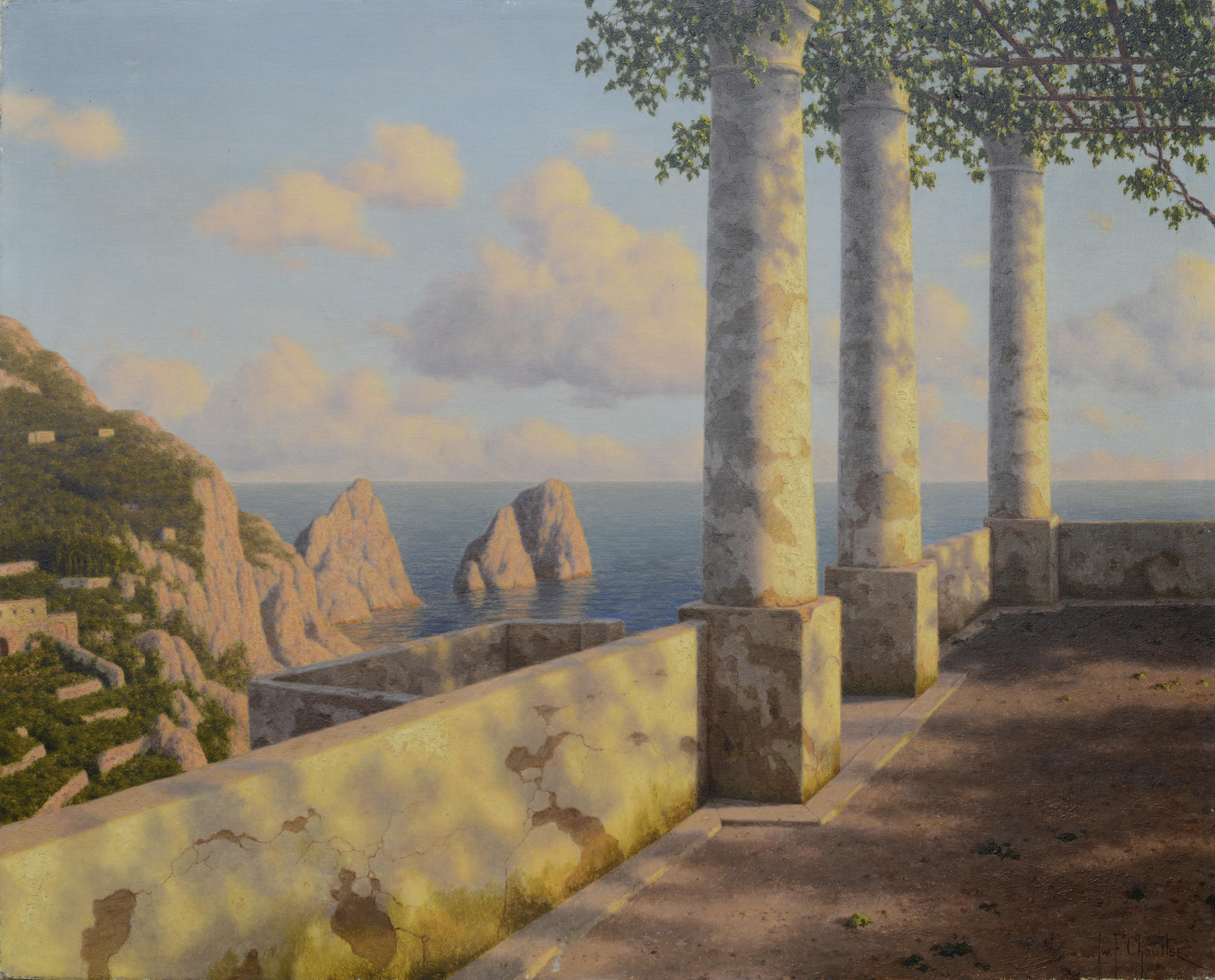
Choultsé : les rochers de Faraloni

Comme beaucoup de peintres au style académique, l'époque révolutionnaire plongea Choulsté dans l'incertitude quant à son sort et lui fit prendre la résolution de partir en Europe de l'ouest. De 1917 jusqu'à 1919, il voyage et peint des paysages des Alpes suisses, du sud de la France et du nord de l'Italie. En 1921, le peintre tente une dernière expérience pour gagner le public soviétique : à Petrograd, il se joint à la société des artistes individualistes, au sein de laquelle on retrouve : Isaak Brodsky (1883—1939), Ivan Velts (ru) (1866—1926), Julius von Klever (1850—1924) et Alexandre Makovski (1869—1924). Choultsé participe aux deux premières expositions de cette société .

### Émigration en France (1921—1927)

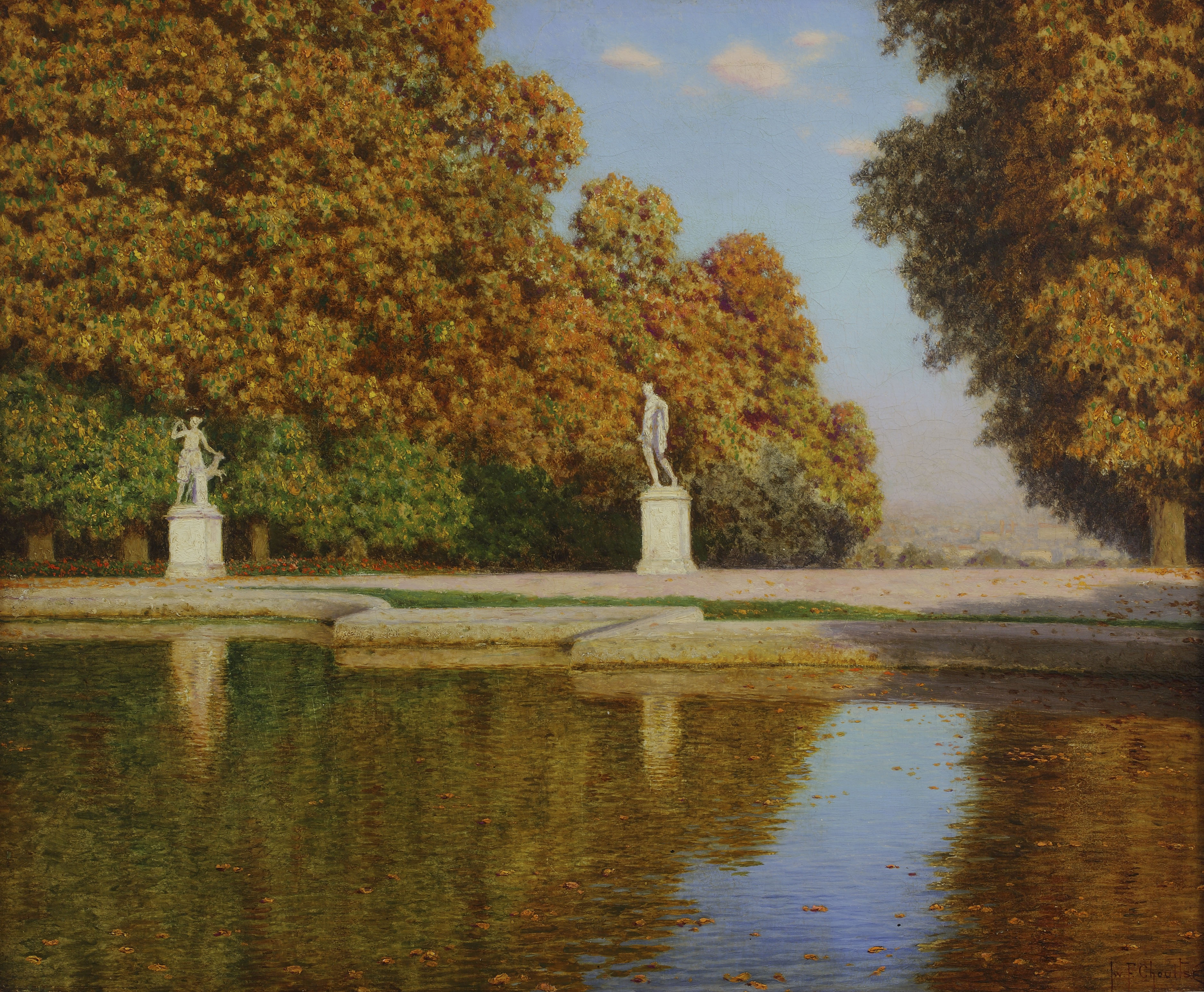
Choultsé : Paris

Arrivé à Paris, Choultsé s'installe au Boulevard Pereire, 121, et tente de percer dans l'environnement artistique parisien, déjà fort actif avec ses peintres nationaux auxquels les immigrants sont venus s'ajouter.
La première exposition personnelle de Choultsé est inaugurée le 23 novembre 1922, rue de la Boétie 2, et présente une cinquantaine d'œuvres au public. В 1923, pour le 136e salon du printemps de Paris, la galerie Léon Gérard expose le tableau de Choultsé : Soir de Novembre et un an plus tard pour le 137e salon : les Derniers Rayons. Chaque année Choultsé a exposé à la galerie Léon Gérard jusqu'en 1925. À la fin de l'année 1927, Choultsé a reçu la nationalité française.

### Réussite hors de France
Le 16 mars 1927, s'ouvre l'exposition personnelle de Choultsé à Londres, à la galerie Arthur Tooth & Sons, New-Bond str. 155. La revue londonienne The Studio (1927, Vol. 93) décrit cet évènement comme une réussite dans le domaine de la peinture de genre classique. Choultsé y démontre ses capacités dans sa nouvelle interprétation du paysage et son approche de ce genre ancien et suscite une vague d'intérêt.

### Période américaine (1928 — début des années 1930)

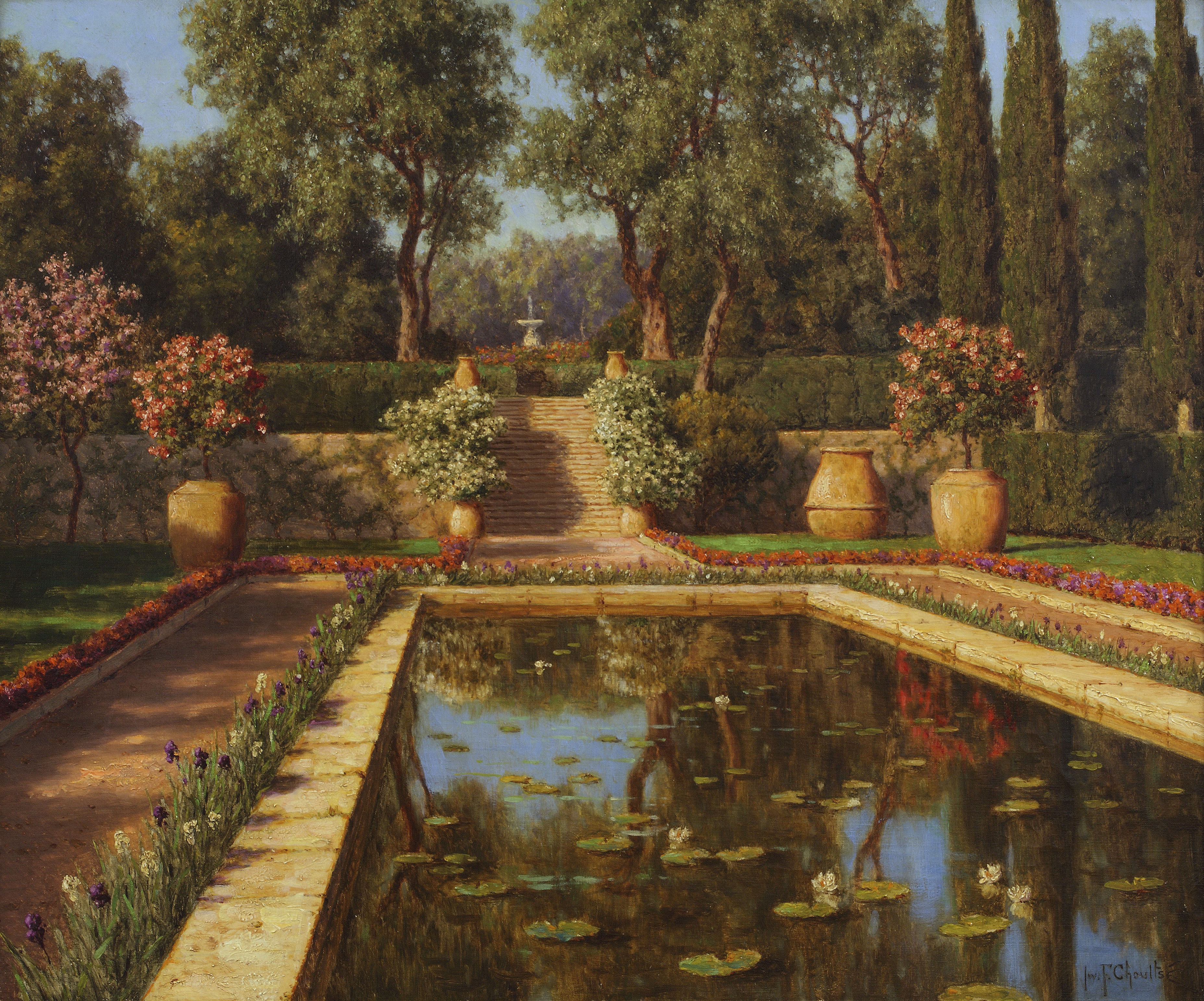
Jardin à Nice

Bientôt, la renommée de Choultsé dépasse les frontières de l'Europe. Le galériste Édouard Jonas qui travaille sur Paris et sur New York lui demande l'exclusivité de sa représentation en Amérique. Le 1er décembre 1928, Jonas ouvre une exposition de Choultsé à New York, dans sa galerie (East 56th street). L'exposition est ouverte le 9 décembre avec ce slogan : Il faut le voir pour le croire (It must be seen to be believed). Depuis le 15 novembre 1929, jusqu'au premier janvier 1930, Édouard Jonas présente soixante-huit œuvres du peintre au public. Les tableaux se vendent non seulement aux États-Unis mais au Canada, en Argentine et au Mexique.
En France, dans les années 1930, ses œuvres sont devenues des sujets d'imitation pour d'autres artistes. Parfois, ils ne font que copier ses compositions et son style, comme le fait le peintre français Serge Sedrak (1878—1974), le canadien Frank Johnston (1888—1949) (du Groupe des sept) ou le peintre russe Boris Bessonov (ru) (1862—1934).

### Vie à Nice et mort
Au milieu des années 1930, Choultsé s'installe à Nice. Le dernier témoignage dont on dispose à son propos est une rencontre le 7 mars 1936 avec Alexander Gefter (1885-1956), écrivain, peintre, membre d'organisation anti-bolchéviques et franc-maçon. La rencontre entre les deux hommes a lieu rue Saint-Antoine au château Breton, où se retrouvaient les émigrés russes à Nice. Sur sa tombe au cimetière orthodoxe de Caucade à Nice, la date de sa mort est indiquée comme étant en 1939.
Avant et après sa mort, d'autres expositions de ses œuvres ont eu lieu en Amérique (à New York en avril 1936, à Oklahoma City en mai-juin 1938 et à New York en avril 1940 et mai 1943).
Les musées russes disposent aujourd'hui de très peu d'œuvres de l'artiste. Le musée de l'Arctique et de l'Antarctique et le musée des beaux-arts du Daghestan en possèdent. Aux États-Unis et au Canada, ses œuvres sont mieux représentées par exemple au Hillwood Estate, Museum & Gardens, au Musée des beaux-arts de l'Université de Washington, au musée d'Art d'Indianapolis et au musée des beaux-arts de Montréal. De très nombreuses œuvres se retrouvent dans des collections privées.

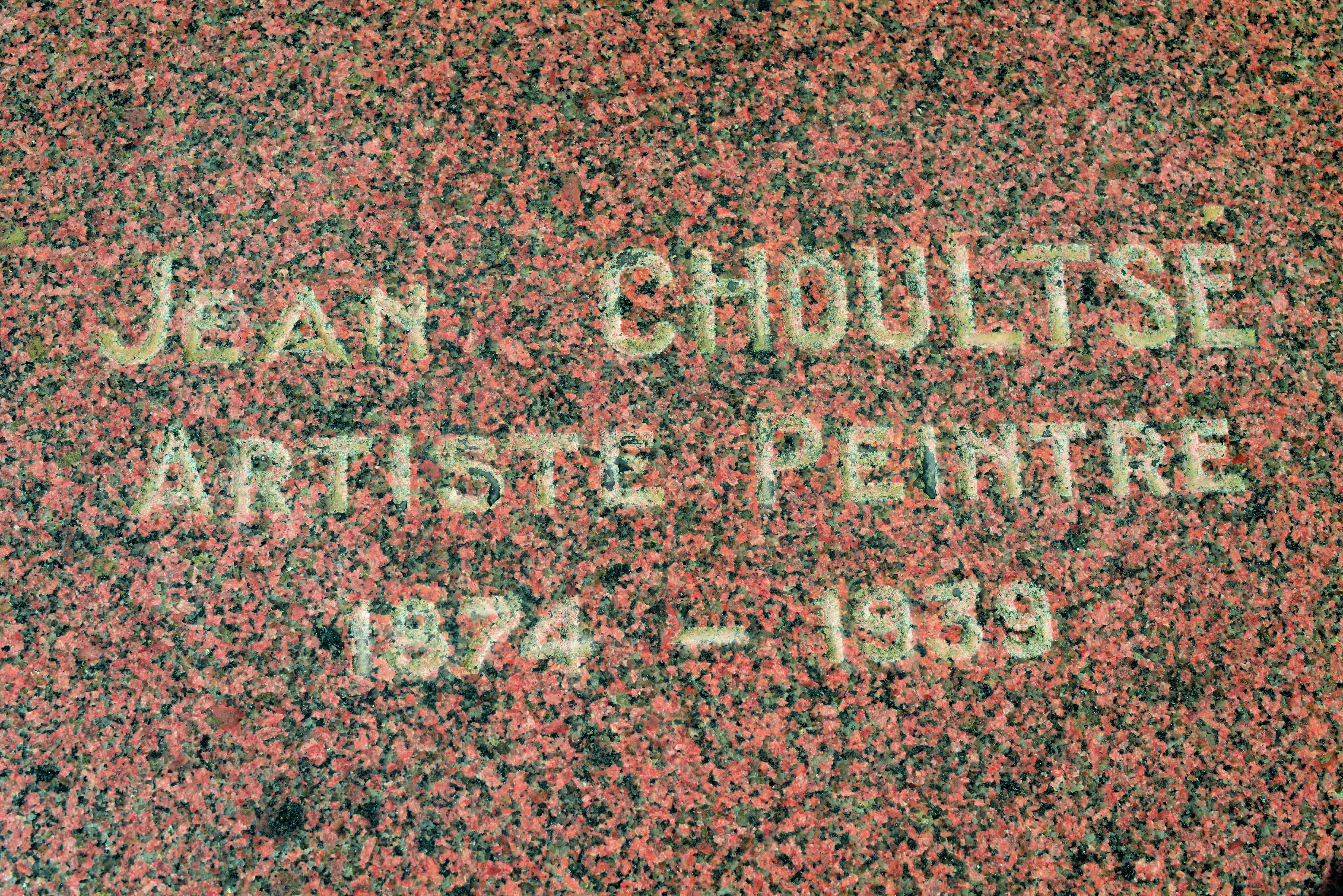
Tombe de Choultsé à Nice, en France.

## La peinture de Choultsé
Toute sa vie, Choultsé a donné la priorité à la nature dans sa peinture : que ce soit la terre, le ciel, les nuages, la lune, le monde des plantes et bien sûr la clef de son œuvre que sont l'eau et la neige. Le monde de Choultsé est un monde sans hommes et sans animaux. Ce que l'on rencontre le plus souvent chez lui, ce sont des paysages d'hiver et pas en Russie mais en Suisse. Il a été surnommé le magicien de la lumière pour le réalisme presque magique de ses toiles.